# 스테인하우스 정리
실해석학에서, 스테인하우스 정리(영어: Steinhaus’ theorem)는 양의 르베그 측도를 갖는 실수 집합 속 두 점의 차가 0의 열린 근방을 포함한다는 정리이다.

## 정의
(왼쪽 하르 측도 {\displaystyle \mu }를 갖춘) 국소 콤팩트 하우스도르프 위상군 {\displaystyle G}가 주어졌다고 하자. 스테인하우스 정리에 따르면, 임의의 양의 측도의 가측 집합
{\displaystyle A\subset G}
{\displaystyle \mu (A)>0}
에 대하여,
{\displaystyle AA^{-1}=\{ab^{-1}\colon a,b\in A\}}
는 항등원 {\displaystyle 1_{G}\in G}의 근방이다. 즉, {\displaystyle 1_{G}\in U\subset AA^{-1}}인 열린집합 {\displaystyle U\subset G}가 존재한다.
증명:
편의상 {\displaystyle G=\mathbb {R} }가 (르베그 측도 {\displaystyle \mu }를 갖춘) 실수선이라고 하자. {\displaystyle A}가 양의 측도의 콤팩트 부분 집합을 가지므로, 편의상 {\displaystyle A}가 콤팩트 집합이라고 가정할 수 있다. 그렇다면
{\displaystyle U\supset A}
{\displaystyle \mu (U)<2\mu (A)}
인 열린집합 {\displaystyle U\subset \mathbb {R} }가 존재한다. 또한, {\displaystyle A}가 콤팩트 집합이므로,
{\displaystyle V+A\subset U}
인 0의 열린 근방 {\displaystyle V\ni 0}이 존재한다. 이제,
{\displaystyle V\subset A-A}
를 보이는 것으로 충분하다. 즉,
{\displaystyle (v+A)\cap A\neq \varnothing \qquad \forall v\in V}
을 보이면 충분하다. 임의의 {\displaystyle v\in V}가 주어졌다고 하자. 그렇다면
{\displaystyle 2\mu (A)>\mu (U)\geq \mu ((v+A)\cup A)=\mu (v+A)+\mu (A)-\mu ((v+A)\cap A)=2\mu (A)-\mu ((v+A)\cap A)}
이므로
{\displaystyle \mu ((v+A)\cap A)>0}
이다. 따라서 위 조건이 성립한다.

## 역사
후고 스테인하우스가 (르베그 측도를 갖춘) 실수선의 경우를 증명하였다. 한스 아돌프 라데마허(독일어: Hans Adolph Rademacher)가 (르베그 측도를 갖춘) 유클리드 공간의 경우를 증명하였다.

## 참고 문헌
1. ↑  Stromberg, Karl (1972). “An Elementary Proof of Steinhaus's Theorem”. 《Proceedings of the American Mathematical Society》 36 (1): 308. doi:10.2307/2039082. JSTOR 2039082.